# North Harbour Island
North Harbour Island är en ö i Kanada.   Den ligger i provinsen Ontario, i den sydöstra delen av landet, 700 km sydväst om huvudstaden Ottawa.